# Guillem IX de Montpeller
Guillem IX de Montpeller (ca. 1190-1204) fou senyor i baró de Montpeller. Fou el fill major i successor de Guilhèm VIII de Montpeller i de la seva amant Agnès de Castella.
Els habitants de Montpeller l'expulsaren de la ciutat per ser fill il·legítim del seu pare.
Segons arxius francesos, Guillem VIII va morí cap el 1204 poc temps de ser declarat bastard.